# 娜佳·蒂勒
娜佳·蒂勒（德語：Nadja Tiller，1929年3月16日—2023年2月21日），奥地利电影、电视及舞台演员，20世纪五六十年代国际上最受欢迎的以德语为母语的女演员之一，1958年，由她领衔主演的电影《女孩罗丝玛丽》获于威尼斯电影节展示，从此开始受到国际关注。经常与丈夫沃尔特·吉勒搭档出演

## 早年生活
蒂勒在1929年3月29日生于维也纳，父母也都是演员，母亲来自格但斯克。蒂勒先是就读于一所高级中学，于1945年进入音乐和表演艺术大学戏剧学院，1949年毕业后再到维也纳音乐与表演艺术大学深造，进一步学习舞蹈、芭蕾及表演。1949年，蒂勒成为约瑟夫城剧院的一个表演团成员，同年在专为未婚女性设置的奥地利小姐选美大赛中胜出。

## 职业生涯
蒂勒于1949年搭档希爾德加德·納福出演首部电影，次年出演了爱德华·冯·博尔索迪导演的《Ich hab' mich so an Dich gewöhnt》。1953年，蒂勒与沃尔特·吉勒相识，并开始与他在一些影片中扮演“模范夫妻”。1955年，蒂勒搭档保羅·哈特曼等其他演员，出演了羅爾夫·提艾利导演的《The Barrings》，职业生涯取得重大突破 。
1955年，蒂勒参演了由A·J·克朗寧导演的电影《永不凋零的爱情》。1958年，蒂勒在电影《女孩罗丝玛丽》中扮演的罗丝玛丽·尼特里比特一角使其演艺事业取得国际性突破，该电影获于威尼斯电影节上展示，并于上映第二年夺得金球奖最佳外语片奖，蒂勒也因此开始接到国际片方的邀请，例如米开朗基罗·安东尼奥尼的《夜》、费德里柯·费里尼的《甜蜜的生活》、盧奇諾·維斯孔蒂的《洛克兄弟》等，但蒂勒均以照顾家人为由拒绝。

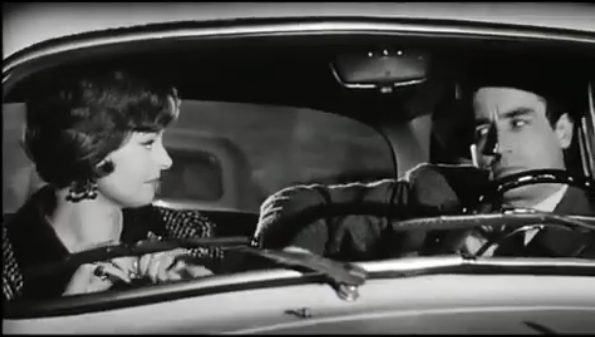
电影《黑暗的灵魂中》的蒂勒与维托里奥·加斯曼

蒂勒曾与让-保罗·贝尔蒙多搭档出演电影《温情无赖》及与让·迦本等人出演电影《黑枭雄》。1962年，蒂勒出演羅伯托·羅塞里尼的《黑暗的灵魂》。1966年，与丽塔·海华丝、安吉·迪金森共同出演禁毒电影《罂粟也是花》。
与提艾利导演合作期间，蒂勒出演过几部根据文学作品改编的电影，例如1959年根据托马斯·曼同名小说改编的《布登勃洛克家族，其所扮演的角色被认为与原著中“具有优雅、古怪、迷人、神秘之美”的描述相契合。1962年，蒂勒在电影《露露》中与马里奥·阿多夫上演对手戏，其后分别在1963年及1964年参演《Schloß Gripsholm》及《托尼奥·克律格》。
蒂勒出演过大约120部作品，合作过的人包括庫德·尤爾根斯、汉斯约格·费尔麦、尤·伯連納、罗伯特·米彻姆、洛·史泰格、让·马莱等众多演员。在职业生涯的顶峰期，蒂勒一度被认为可与索非娅·罗兰并称为欧洲电影中最有诱惑力的女性。
1967年及1968年，蒂勒参演萨尔茨堡音乐节年度戏剧节目《傑德曼》。二十世纪七八十年代，蒂勒赴吕贝克剧院、柏林及维也纳等多地参演了多部戏剧，其中在吕贝克及维也纳表演的节目均为寇特·威爾的音乐剧《黑暗中的女士》。直至1990年代末，蒂勒持续参加宝莱坞戏剧演出，曾于1997年扮演过日益老去的电影天后瓊·克勞馥。此后蒂勒开始以客串形式出演各类电视作品，偶尔也会扮演主角。在淡出银幕一段时间后，蒂勒分别于2005年及2009年出现在蒂尔·施魏格尔的公路电影《赤足情缘》及林德·豪尔曼的喜剧电影《恐龙》的演员表之中，后者为蒂勒与丈夫一起出演。
2020年9月至12月，蒂勒现身塔利亚剧院，参演了由斯科尔·卡梅伦导演的一部戏剧作品。2015年，蒂勒出演音乐剧《[[窈窕淑女 (音樂劇)|窈窕淑女》，扮演希金斯夫人，并于2015—2016年的续集中继续扮演该角色。
1980年代，蒂勒与意大利厂商費列羅 合作，为其所生产的酒釀櫻桃巧克力代言。

## 个人生活
蒂勒与丈夫沃尔特·吉勒于1956年结婚，并分别在1959年及1964年生下一个女儿及一个儿子。2008年3月，蒂勒夫妇搬到了汉堡的一家退休院。吉勒于2011年12月15日去世，享年84岁，蒂勒则于2023年2月21日在汉堡去世。

## 所获奖项
2006年11月30日，蒂勒夫妇凭借对影视行业的终身贡献，共同获得斑比奖。除此之外，蒂勒所获奖项还包括：
- 1956年：黄金面具（英语：Golden Mask (Russian award)）[6]
- 1959年：凭借《女孩罗丝玛丽》获得意大利电影奖[8]
- 1960年：德国电影奖银奖[5][14]
- 1963年：凭借对德国电影行业的多年贡献获得Saci奖及凭借《Moral 63》获得阿根廷电影奖[6]
- 1979年，凭借多年来对德国电影行业的优秀贡献获得德国电影奖金奖[5][14]
- 1999年：罗米（英语：Romy (TV award)）白金奖[15]
- 1999年：获奥地利首都维也纳颁发奖章[16]
- 1999年：奧地利共和國科學和藝術一级榮譽勳章[14][17]
- 2000年：德意志联邦共和国功绩勋章[6]
- 2005年：终身成就类DIVA奖[14]
- 2009年：与吉勒共同获得阿斯卡尼亚奖

## 延伸阅读
- Hermann J. Huber: Langen Müller's Schauspielerlexikon der Gegenwart. Deutschland. Österreich. Schweiz. Albert Langen • Georg Müller Verlag GmbH, München • Wien 1986, ISBN 3-7844-2058-3, p. 1023.
- Peer Moritz: Nadja Tiller – Schauspielerin. In: CineGraph – Lexikon zum deutschsprachigen Film, 1990.
- Kay Weniger: Das große Personenlexikon des Films. Die Schauspieler, Regisseure, Kameraleute, Produzenten, Komponisten, Drehbuchautoren, Filmarchitekten, Ausstatter, Kostümbildner, Cutter, Tontechniker, Maskenbildner und Special Effects Designer des 20. Jahrhunderts. vol. 7: R–T. Robert Ryan – Lily Tomlin. Schwarzkopf & Schwarzkopf, Berlin 2001, ISBN 3-89602-340-3, p. 678.